# Ласточкин, Олег Игоревич
Ласточкин Олег Игоревич (род. 8 октября 1962; Москва) — советский, российский фотожурналист.

## Биография
Родился в Москве в 1962 году. Большое влияние на его творческий выбор оказал его дедушка — Савин Николай Никитич, по профессии фотограф — бытовик.
После окончания школы Олег поступил на кафедру кинофотомастерства Института Культуры, где его дипломной работой стала фотовыставка, что было экспериментом. Преподавателем фотографии на курсе был известный теоретик фотографии, а впоследствии президент Союза фотохудожников России Андрей Баскаков. Фотовыставка Олега получила большой общественный резонанс — её посетил министр культуры РСФСР Мелентьев Юрий Серафимович (ФОТО), она была показана в новостных программах ТВ и опубликована на страницах журнала «Советское фото» № 8 за 1984 год. Что было большим успехом для студента, так как попасть на страницы журнала мечтали многие уже маститые профессионалы фотографии.
Параллельно фотографии Олег увлекался живописью, хорошо рисовал. Некоторые его живописные работы были опубликованы в венгерском журнале «Край Рад» № 8 за 1990 год
После службы в армии Ласточкина Олега принимают на работу в «Агентство Печати Новости». В 1990 году руководство информагентства командирует Олега и ещё двух фотографов на обучение в Мюнхенскую школу рекламной фотографии.
В годы работы в АПН Олег зарекомендовал себя мастером социального репортажа. Его фоторепортаж с конкурса красоты из женской колонии получает приз на международном конкурсе Интерпрессфото в Бразилии. (О конкурсе см. «Советское фото» № 11 за 1991 год.) А вот как Олег рассказывает корреспонденту журнала «Спутник» № 10 за 1993 год о своем творческом кредо: «Удача в фотографии — это результат постоянного поиска, награда за труд». Его репортажи из горячих точек того времени — Баку, Тбилиси, Молдавия ,Чечня находят отражение на страницах советской и зарубежной прессы.
В 2004 году Ласточкина Олега приглашают на работу в Управление пресс-службы Президента РФ. Там он запомнился такими фотоработами, как «Президент В. В. Путин в рабочем кабинете в Ново -Огарево», вошедшей в книгу Леонида Парфенова «Намедни. Наша эра. 2001—2005», «Президент В. В. Путин подписывает указ об отставке премьер-министра Касьянова».
В марте 2010 года открылась персональная выставка Олега Ласточкина, приуроченная к двадцатипятилетней творческой деятельности.
В ноябре 2013 открылась вторая персональная выставка Олега «20 лет конституции РФ — 20 кадров современной истории». (Обе выставки проходили в стенах Московской областной думы.)

## Галерея

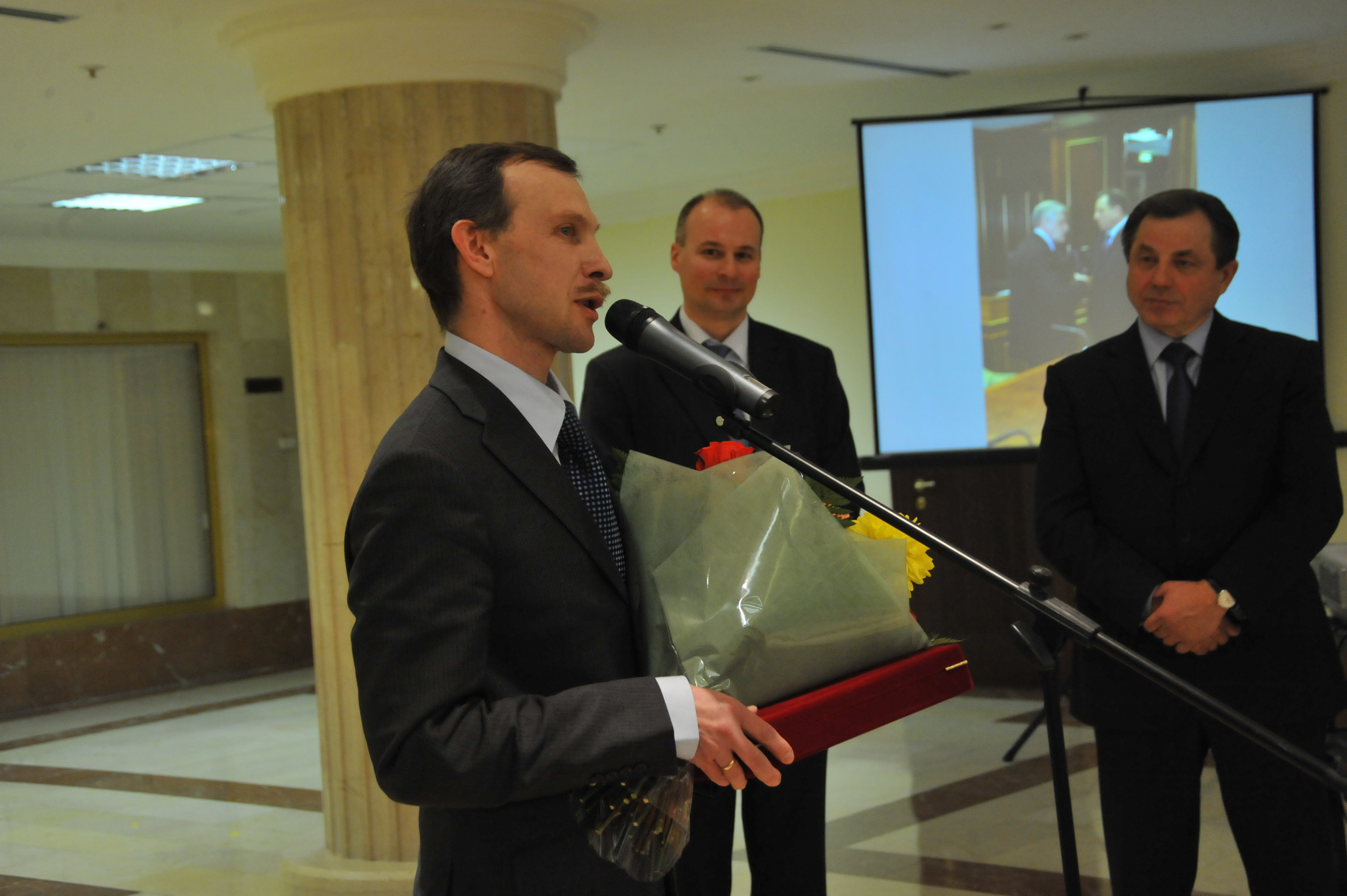
Олег Ласточкин, персональная выставка к 25-летию творческой деятельности
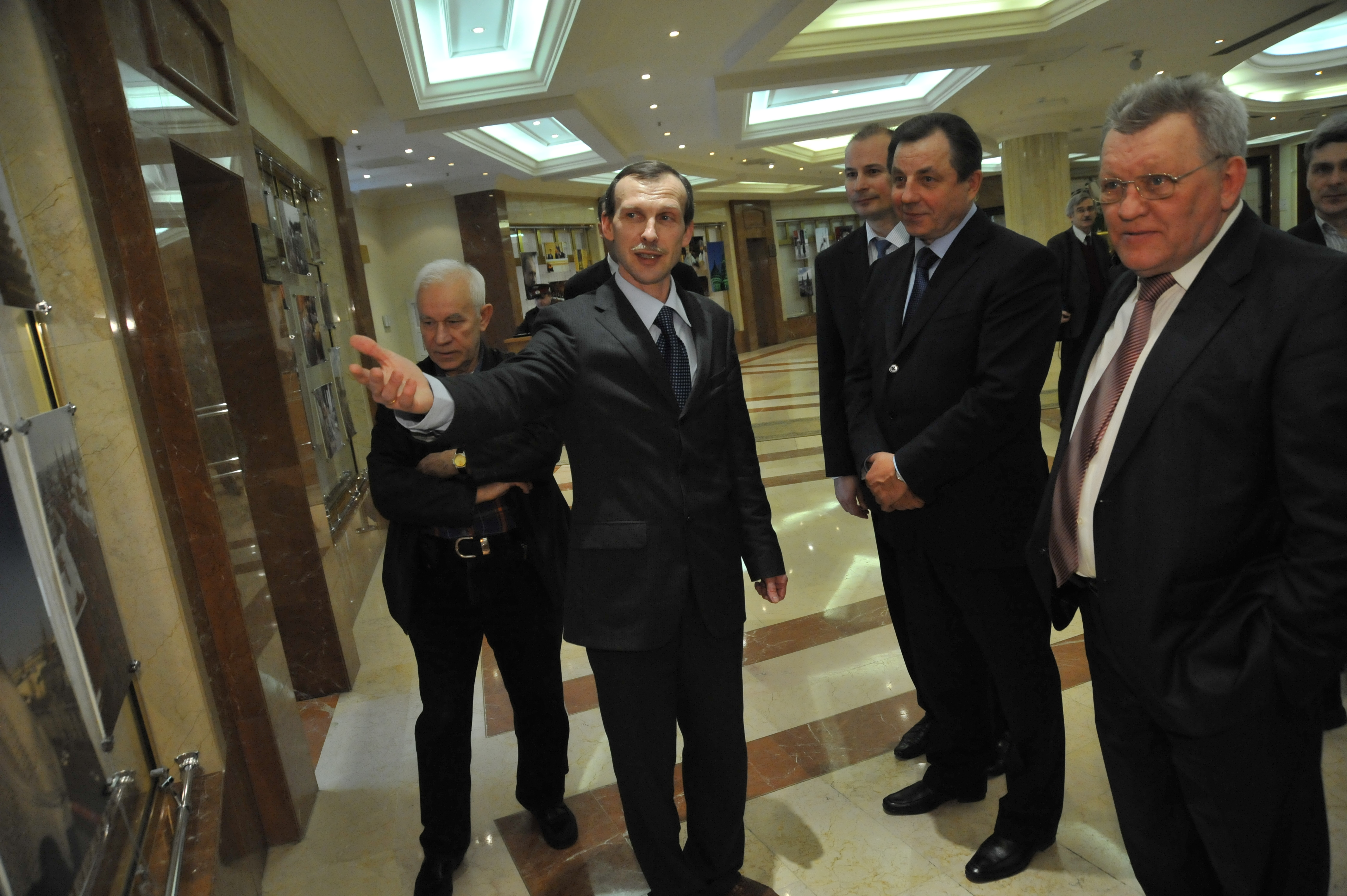
Олег Ласточкин, 2-я персональная выставка «20 лет конституции РФ — 20 кадров современной истории»